# Cesare Mussolini
Cesare Mussolini (* 1735 in der Romagna; † 18. oder 19. Jahrhundert, vermutlich in London) war ein italienischer Komponist und Musikwissenschaftler.

## Leben und Wirken
1780 siedelte Mussolini von Italien nach London um. Er veröffentlichte dort 1795 „A New and Complete Treatise on the Theory and Practice of Music, with Solfeggios“.
Mussolini komponierte mehrere Kanzonen.
Er war ein Vorfahr von Benito Mussolini. Todesdatum und Todesort sind nicht genau bekannt. Man nimmt jedoch an, dass Mussolini in London gestorben ist.